# Fullmetal Alchemist
Fullmetal Alchemist (jap. 鋼の錬金術師 Hagane no Renkinjutsushi) ist ein Manga der japanischen Zeichnerin Hiromu Arakawa aus den Jahren 2001 bis 2010. Die Serie wurde unter anderem zweimal als Anime-Fernsehserie mit den Titeln Fullmetal Alchemist und Fullmetal Alchemist: Brotherhood und als Kinofilm Fullmetal Alchemist – Der Film: Der Eroberer von Shamballa (2005) und Fullmetal Alchemist: The Sacred Star of Milos (2011) adaptiert.
Die Serie handelt von zwei Brüdern, die beim Versuch, mit Alchemie ihre verstorbene Mutter wiederzubeleben, ihren Körper beziehungsweise Teile davon verlieren. Sie bemühen sich daraufhin, ihre ursprünglichen Körper zurückzuerlangen und suchen nach dem Stein der Weisen. Dabei geraten sie in eine Verschwörung innerhalb des Militärs und die Nachwirkungen eines vergangenen Krieges.

## Inhalt

### Welt
Fullmetal Alchemist spielt in einer Welt, in der die Alchemie eine Naturwissenschaft ist. Das Land Amestris, in dem die Handlung fast ausschließlich spielt, ähnelt dem Europa des beginnenden 20. Jahrhunderts.

#### Funktionsweise der Alchemie und technischer Stand
Mit den Reaktionen der Alchemie, den Transmutationen, können die Alchemisten Materie weitgehend beliebig umformen. Dabei müssen sie aber bestimmten Regeln folgen, so wie dem Konzept des Äquivalenten Tausches (等価交換 Tōka Kōkan). Demnach muss das Ergebnis einer alchemistischen Reaktion dieselbe Masse wie das Ausgangsmaterial haben, es stellt einen Erhaltungssatz dar. Für Transmutationen braucht man ebenso einen Transmutationskreis, der zur Konzentration der Energie für die Reaktion dient. Diese Kreise sind je nach Transmutation unterschiedlich. Die einzige Möglichkeit, die Gesetze der Alchemie zu umgehen, bietet der Stein der Weisen (賢者の石 Kenja no Ishi). Daher wurde seit Jahrhunderten versucht, diesen herzustellen. Die Erschaffung des Steins verlangt das Opfern von Menschenleben.
Mithilfe einer Transmutation kann Materie frei geformt werden. Als Ergebnis ist auch eine Chimäre möglich, ein Mischwesen, das aus verschiedenen Lebewesen transmutiert wurde. Bei der Transmutation eines Menschen erscheint dem Alchemisten das Tor der Wahrheit. Dadurch erlangt er die Fähigkeit, allein durch Zusammenfügen der Handflächen einen Transmutationskreis zu formen und alchemistische Reaktionen durchzuführen. Jedoch muss der Alchemist dafür einen hohen Preis bezahlen.
Neben der Alchemie gibt es eine fortgeschrittene Technik für Prothesen, die Automail. Diese sind aus Metall gefertigt und können Exo- wie auch Endoprothesen sein. Die Prothesen sind mit den Nervenfasern des menschlichen Körpers verbunden und können vom Gehirn direkt angesteuert werden.

#### Politische Verhältnisse
Ein Generalfeldmarschall führt Amestris in einer Militärdiktatur. Das Parlament ist machtlos und das Militär, das in Central City residiert, ist omnipräsent. Die Alchemie findet vorrangig unter Aufsicht des Militärs als eine klandestine Wissenschaft statt. Staatsalchemisten, die diesen Titel durch Bestehen einer schweren Prüfung erwerben, sind direkt dem Generalfeldmarschall unterstellt. Sie sind daher auch Teil des Militärs und übernehmen Aufträge oder sind in den militärischen Apparat eingebunden. Im Kriegsfall sind alle Staatsalchemisten verpflichtet, in den Kampf zu ziehen.
Zehn Jahre vor dem Beginn der Handlung fand ein Krieg im Osten des Landes statt, der den Aufstand der Ishbarier beenden sollte. Diese hatten sich aufgrund ihres anderen Glaubens und Misstrauens gegen die Alchemie aufgelehnt. Bei diesem Krieg wurden erstmals Staatsalchemisten und unvollendete Steine der Weisen eingesetzt, was zur vollständigen Zerstörung der Stadt Ishbar führte. Die Ishbarier verteilten sich daraufhin im ganzen Land und lebten in kleinen Gemeinden fort. Eine Besonderheit der Ishbarier sind ihre dunkle Haut und rote Augen.

### Handlung

#### Kindheit der Elric-Brüder
Die Brüder Edward (auch Ed) und Alphonse (auch Al) Elric leben mit ihrer Mutter Trisha Elric im kleinen Dorf Resembool. Ihr Vater Van Hohenheim  ist schon lange Zeit verschwunden, als Trisha 1904 stirbt. Edward ist zu dieser Zeit zehn, sein Bruder Alphonse neun Jahre alt. Edward beschließt, dass sie ihre Mutter mit Alchemie, die sie bereits etwas beherrschen, wiederbeleben. Dafür lernen sie bei der Alchemistin Izumi Curtis. Als sie mehrere Jahre nach dem Tod ihrer Mutter versuchen, sie wiederzubeleben, verliert Edward dabei sein linkes Bein und Alphonse seinen ganzen Körper. Edward nutzt die Alchemie erneut und opfert seinen rechten Arm, um Alphonses Seele an eine Rüstung zu binden und ihn so vor dem Tod zu bewahren. Dies gelingt ihm mit einem Blutsiegel, einem Transmutationskreis aus seinem eigenen Blut. Winry Rockbell, die Freundin der Brüder, kann dank ihrer technischen und mechanischen Begabung Edwards rechten Arm und sein linkes Bein durch Automails ersetzen. Sie selbst ist Waise, da ihre Eltern im Einsatz als Ärzte im Ishbar-Krieg getötet wurden. Sie lebt nun bei ihrer Großmutter Pinako Rockbell.
Die Brüder geben auf, ihre Mutter wiederzubeleben, erforschen die Alchemie aber weiter, um ihre Körper zurückzuerlangen. Ed will nun Staatsalchemist werden, damit sie Zugang zu den Forschungseinrichtungen des Militärs bekommen. Die Prüfung schließt er problemlos ab, weil er durch die Transmutation ihrer Mutter die Fähigkeit erhielt, ohne Transmutationskreis Alchemie zu betreiben. So erhält Edward den Status eines Staatsalchemisten und den Titel „Fullmetal Alchemist“. Er ist auf der Stufe eines Majors, sein Vorgesetzter ist der Staatsalchemist Roy Mustang, der „Flame Alchemist“. Seinen Namen verdankt er seiner Fähigkeit, mit den Handschuhen Flammen entfachen zu können. Mustang, vom Rang her Oberst, fördert Ed und ist auch bei anderen Untergebenen beliebt. Er will selbst Staatschef werden, um die Diktatur zu beenden. Als Staatsalchemist wird Edward bald weithin bekannt für seine Fähigkeiten und seine Hilfsbereitschaft den einfachen Menschen gegenüber. Auf ihren Reisen erfahren Ed und Al Gerüchte um den „Stein der Weisen“ und hoffen, dass er ihnen hilft, ihre Körper wiederherzustellen und suchen von nun an nach dem Stein oder einer Methode, ihn herzustellen.

#### Reisen der Elric-Brüder
Die Brüder werden auf ihrer Reise von den Homunculi, künstlich geschaffenen menschenähnlichen Wesen mit jeweils besonderen Fähigkeiten, die für eine Person namens Vater arbeiten, manipuliert. Außerdem treffen sie immer wieder auf Scar, der sich für den Krieg in Ishbar an den Staatsalchemisten rächen will und glaubt, im Auftrag seines Gottes Ishbara zu handeln. Einzelne Militärangehörige unterstützen die Brüder; so gibt ihnen Oberstleutnant Maes Hughes vom Nachrichtendienst, ein enger Freund Roy Mustangs, häufig Tipps. Mustang nutzt Ed oft aus, um seine eigene Stellung im Militär aufzuwerten, kümmert sich aber auch um ihn. Der „Strongarm Alchemist“ Major Alex Louis Armstrong wird Ed als Beschützer aufgedrängt. Als die Brüder in einem stillgelegten Labor der Armee Nachforschungen anstellen wollen, stellen sich ihnen „beseelte“ Rüstungen entgegen, vergleichbar mit Alphonse, die für die Homunculi dort wachen. Auch auf die Homunculi Envy und Lust treffen sie hier. Nachdem sie aus dem Labor entkommen konnten, begeben sich die Brüder gemeinsam mit Winry wieder auf Reisen. Kurz darauf ermorden die Homunculi Oberstleutnant Hughes, ohne dass die Brüder davon erfahren.
In der Stadt Rush Valley, die für ihre Automail-Mechaniker berühmt ist, setzt sich Winry wieder ab und geht in die Lehre. Die Brüder treffen bald darauf ihre alte Lehrmeisterin Izumi, die zunächst über deren Versuch, ihre Mutter zu transmutieren, zornig ist. Auch sie hatte eine menschliche Transmutation durchgeführt, um ihr tot geborenes Kind wiederzubeleben, und dabei einen Teil ihrer inneren Organe verloren. Doch schließlich berät sie die beiden. Als kurz darauf Ed abreist, um sich von seinen Vorgesetzten beurteilen zu lassen, wird Alphonse von einer Gruppe menschlicher Chimären entführt, die vom Homunculus Greed angeführt werden. Edward, der Generalfeldmarschall, der Edward hinterherspionierte, und seine Truppen kämpfen gegen die Entführer, um Alphonse zu befreien. Als der Generalfeldmarschall die Chimäre Martel in Alphonses Rüstung tötet, erlangt dieser durch deren Blut die Erinnerung an das Tor der Alchemie zurück. Nun kann auch er Alchemie ohne einen Bannkreis bewirken. Greed wird bald darauf von Vater getötet, da er sich von ihm losgesagt hatte.
Die Brüder reisen zu Winry nach Rush Valley, um Eds Automail reparieren zu lassen. Dort treffen sie auf Ling Yao, einen Prinzen, der mit zwei Leibwachen aus dem Xing weit im Osten kam. Auch er sucht nach dem Stein der Weisen, um die ewige Jugend zu erlangen. Nach einem kurzen Kampf reist er, trotz Edwards Abneigung gegen ihn, mit ihnen nach Central City. Bald darauf wird durch eine Manipulation der Homunculi eine Untergebene Armstrongs des Mordes an Maes Hughes beschuldigt. Mustang täuscht ihren Tod auf der Flucht vor, doch als die Elric-Brüder vom Tod Hughes' und Ross' erfahren, verlieren sie zunächst ihr Vertrauen in Mustang. Bei einem Kampf der Homunculi gegen die Untergebenen des Obersts, Ling Yao und seine Leibwächter stirbt der Homunculus Lust.
Währenddessen reist Edward mit Armstrong in den Osten, zu den Ruinen der Stadt Xerxes in der Wüste. Dort trifft er Fu, einen Leibwächter von Ling Yao, und erfährt, dass ein Weiser aus dem Westen die Alchemie nach Xing gebracht hatte, so wie ein Weiser aus dem Osten die Alchemie nach Amestris brachte. Als Edward nach Resembool zurückkehrt, trifft er dort seinen Vater Hohenheim. Doch er verachtet ihn noch immer, da er seine Mutter allein gelassen hat. Nach einem Hinweis seines Vaters gräbt er die Überreste des Wesens aus, das er mit Alphonse mit der menschlichen Transmutation geschaffen hat, und stellt fest, dass es nicht seine Mutter war. Nachdem er mit Alphonse in Central City darüber gesprochen hatte, kommen sie zum Schluss, dass Alphonses Körper noch irgendwo existiert und wie bei den Rüstungen im Forschungslabor nur von der Seele getrennt wurde. Sie fassen den Plan, Scar zu reizen und so die Homunculi herauszulocken. Nun erfahren sie jedoch, dass Scar im Ishbar-Krieg Winrys Eltern getötet hat. So kommt es bald zum Kampf zwischen den Brüdern Elric und Scar sowie Ling Yao und den Homunculi. Als Winry zufällig den Kampf beobachtet, erfährt auch sie, dass Scar ihre Eltern getötet hat. Mithilfe eines Mädchens aus dem Osten, Mei Chan, kann Scar entkommen; Ling Yao und seine Leibwächterin Lan Fan überleben den Kampf nur knapp, und sie können den Homunculus Gluttony fangen. Mei ist wie Ling für ihren Herrscher auf der Suche nach der Unsterblichkeit.
Als alle zusammen mit Oberst Mustang außerhalb der Stadt Gluttony verhören wollen, erfahren sie von Ling Yao, dass auch der Generalfeldmarschall ein Homunculus ist. Gluttony kann sich befreien und vermag in seiner Wut alles zu verschlingen. Als Envy dazukommt, werden er, Edward und Ling Yao von Gluttony verschlungen und landen so in einem endlos erscheinenden dunklen Raum. Gluttony und Alphonse wollen sie wieder zurückholen und gehen dafür zu Vater, der in geheimen Räumen unter Central City haust. Zur gleichen Zeit will Oberst Mustang mit seinem Wissen gegen den Generalfeldmarschall Bradley vorgehen. Doch der Generalstab ist eingebunden in die Verschwörung, Mustang wird festgesetzt und seine Untergebenen werden getrennt voneinander an andere Posten versetzt. Da Mustang für die Pläne der Homunculi gebraucht wird, lässt man ihn am Leben; Riza Hawkeye wird zu Bradleys Adjutantin und somit praktisch eine Geisel, um Mustang in Schach zu halten. Mustang erfährt, dass Bradley, als einer von vielen, zum Staatschef ausgebildet wurde, doch überstand nur er die Implantation des Steins der Weisen und wurde so ein Homunculus. Im Bauch von Gluttony erklärt Envy Edward und Ling, dass sie sich in einer Art zweitem Tor der Wahrheit befinden, das Vater vor langer Zeit in Gluttony erschaffen hatte. Nach einer Auseinandersetzung mit Envy kommt Edward auf die Idee, sich selbst zu transmutieren, damit sie wieder zurückkommen. Mit Seelen aus Envys Stein der Weisen öffnet er ein „Tor der Wahrheit“ und trifft dabei auf den Körper von Alphonse. Schließlich taucht Edward mitsamt Envy und Ling vor Gluttony auf, in einem Raum unter Central City und vor Vater. Dieser heilt zunächst alle Wunden der Brüder, doch dann entbrennt ein Kampf gegen die Homunculi und Vater. Diesen verlieren sie, da Vater ihre Alchemie unterbinden kann. Ling wird von Vater ein Stein der Weisen injiziert, sodass Ling zum neuen Homunculus Greed wird. Daraufhin tauchen Scar und Mei Chan auf, die im Gegensatz zu Ed und Al transmutieren können. Doch auch sie sind chancenlos gegen Vater, Mei Chan wird schwer verletzt und von Al gerettet, der sie in seiner Rüstung versteckt. Scar kann fliehen und trifft in den Katakomben auf Dr. Marcoh, der ihm über den Ishbar-Krieg erzählt.
Als Edward und Alphonse zusammen mit Mustang beim Generalfeldmarschall sind, erfahren sie, dass die Mitarbeiter Mustangs versetzt worden sind. Oberstleutnant Hawkeye wird die persönliche Assistentin des Generalfeldmarschalls, von ihr erfährt Edward mehr über den Krieg in Ishbar. Bradley erpresst Edward mit Winry, sodass er Staatsalchemist bleibt. Bald geht Mei wieder zu Scar und gemeinsam mit Marcoh und dem ehemaligen Minenbesitzer Yoki suchen sie nach den alchemistischen Unterlagen, die Scars Bruder hinterlassen hat. Auf Geheiß des Generalfeldmarschalls wird der Staatsalchemist Kimbly, der in Ishbar Massaker verübt hatte, aus der Haft entlassen. Er hat sich mit den Homunculi verbündet und soll Marcoh und Scar suchen, die nach Norden gereist sind. Edward und Alphonse werden von Armstrong zur Briggs-Nordschanze geschickt, der nördlichen Verteidigungsanlage des Landes, die von seiner Schwester Generalmajor Olivier Mira Armstrong kommandiert wird. Sie suchen nun auch Mei, um mehr über die Alchemie Xings zu erfahren.
In der Festung von Briggs taucht aus dem Untergrund der Homunculus Sloth auf, der einen Tunnel gräbt. Er wird eingefroren, da man ihn anders nicht besiegen kann, und Edward und Alphonse werden als Verdächtige gefangen genommen. Sie erzählen Olivier Armstrong und ihren Vertrauten alles von den Homunculi und der Verschwörung. Als sie gemeinsam General Raven aushorchen, erfährt die Gruppe, dass die Verschwörer die vielen Toten der Kriege von Amestris für die Produktion des Steins der Weisen brauchen und dafür einen riesigen Bannkreis über das ganze Land „zeichnen“. Als der in den Tunnel geschickte Erkundungstrupp nicht zurückkehrt, befiehlt Raven, den Homunculus wieder dort hineinzulassen und den Tunnel zu verschließen. Er wird von Olivier getötet, die sich dem Kampf gegen die Verschwörung anschließt. Währenddessen finden Mei und Marcoh die Aufzeichnungen von Scars Bruder. Als Bradley erfährt, dass die Elric-Brüder in Briggs sind, schickt er Winry zusammen mit Kimbly dorthin, um sie unter Druck zu setzen. Edward erzählt Winry, dass sie als Geisel kam, woraufhin auch sie die Brüder unterstützen will. Sie sollen gemeinsam mit Kimbly Scar suchen und finden schließlich Scar, Mei, Marcoh und Yoki. Ohne Edward fliehen Scar und seine Gruppe mit zwei Chimären, die sich ihnen angeschlossen haben, mit Winry als vorgeblicher Geisel. Alphonse stößt später zu ihnen. Kimbly will danach Edward töten, doch dieser kann mit Hilfe zweier weiterer Chimären fliehen. Olivier Mira Armstrong gibt nun vor, sich an der Verschwörung der Armeeführung zu beteiligen. Sie wird nach Central City beordert und schlägt in der Villa ihrer Familie ihr Hauptquartier auf, um die Anderen gegen die Armeeführung zu unterstützen, wenn die Zeit gekommen ist.
Währenddessen erfährt Riza Hawkeye, dass der Sohn des Generalfeldmarschalls der Homunculus Pride ist, der auch den Erkundungstrupp im Tunnel tötete. Sie gibt diese Information an Mustang weiter, mit dem sie immer noch heimlich in Kontakt steht. Izumi Curtis trifft zu dieser Zeit Hohenheim, der ihr hilft und von dem sie erfährt, dass er einst den ursprünglichen Homunculus befreit hatte. Hohenheim lebte damals in Xerxes als Sklave und ließ sich vom Homunculus in der Flasche unterrichten. Schließlich führte dies zur Vernichtung von Xerxes; Hohenheim und der Homunculus, nun Vater, waren lebendige Steine der Weisen geworden und brachten Alchemie in andere Regionen. Seitdem war Hohenheim, mit den Seelen der Bewohner Xerxes in sich, unsterblich. Das quälte ihn, bis er schließlich Trisha fand, die ihn tröstete. Nun haben Vater, die Homunculi und die Verschwörung im Militär mit Amestris dasselbe vor wie damals mit Xerxes. Die Generäle wollen so Unsterblichkeit und die Weltherrschaft erlangen. Hohenheim reist in die Wüstenstadt Reole, in der die Elric-Brüder früher schon einmal waren, und trifft dort auf Al, Winry und die anderen. Auf ihrem Weg nach Reole haben sie Envy besiegt, in ein Glas gesperrt und mit Mei nach Xing geschickt. Zur gleichen Zeit sagt sich Greed erneut von Vater los und verbündet sich mit Ling, der in seinem Körper weiter lebt. Greed/Ling trifft auf Edward und die beiden Chimären und die vier verbünden sich. Heimlich verabreden sich Edward und Ling, Alphonses Gruppe in Reole, Olivier Armstrong mit ihrer Einheit, Mustang und seine Männer sowie Grumman, der mit Mustang befreundete Kommandant des Ostens, im Frühjahr gemeinsam gegen die Verschwörung vorzugehen.

#### Kampf gegen die Verschwörung
Am verabredeten Tag arrangiert Grumman einen Sprengstoffanschlag auf den Generalfeldmarschall, der sich auf Reisen befindet. Edward und seine Gruppe müssen aber zunächst gegen die Homunculi Pride und Gluttony kämpfen, die Alphonse in ihre Gewalt gebracht haben. Sie können mit Unterstützung von Lings Leibwächtern und Hohenheim die Homunculi sowie den später dazukommenden Kimbly aufhalten und ziehen weiter nach Central City. Pride, der nun Gluttony und Kimbly verschlungen hat, folgt ihnen bald darauf. Währenddessen putscht Mustang mit seinen Leuten und gemeinsam mit Olivier Armstrong, und Vater hat nach dem Anschlag auf den Generalfeldmarschall die Armeeführung übernommen. In Central City entbrennt ein Straßenkampf zwischen der Hauptstadttruppe und den Putschisten, an dem sich auch die Homunculi beteiligen. Mustangs Mitstreitern gelingt es, die Frau des Generalfeldmarschalls zu überzeugen, das Radio zu besetzen und so die Deutungshoheit gegenüber dem Volk zu erlangen. Mustang, Hawkeye, Edward, Scar und Hohenheim dringen in die Geheimräume unter Central City ein und stoßen dort auf eine Armee zombieartiger Homunculi. Während Hohenheim sich Vater stellt, treffen die anderen auf Envy, der Mei belogen hatte und so von ihr wieder zurückgebracht und freigelassen wurde. Gemeinsam besiegen sie ihn; aus Schmach und Abscheu, dass sie aber nicht ihn oder sich gegenseitig aus Hass einfach töten, bringt Envy sich selbst um. Zur gleichen Zeit kann Oliviers Truppe mit ihrem Bruder und Izumi Curtis Sloth töten und zwischen Hohenheim und Vater entbrennt ein Kampf.
Am Regierungssitz ist mittlerweile der Generalfeldmarschall wieder aufgetaucht und mischt sich in die Kämpfe ein. Greed/Ling und die Truppe von Olivier Armstrong stellen sich ihm entgegen. Sie können ihn fast besiegen und Bradley fällt in den Graben der Festung. Ein Wissenschaftler und dessen Soldaten greifen Scar, Mustang und Hawkeye an, während Edward und Alphonse weiter zu Vater und Hohenheim gehen. Als Pride und Bradley dazukommen, haben die anderen ihnen nichts entgegenzusetzen, und Mustang wird dazu gezwungen, eine menschliche Transmutation durchzuführen. Er verliert dabei sein Augenlicht und wird zum letzten der fünf Opfer, die Vater für seine Transmutation braucht. Diese soll zur Sonnenfinsternis stattfinden, die kurz bevorsteht. Vater hat zu diesem Zweck Hohenheim schon verschlungen. Während in den unterirdischen Räumen ein Kampf zwischen Scar und Bradley sowie den Brüdern, Mustang und May gegen Vater und Pride beginnt, treten überall im Land die Ishbarier in Aktion. Sie sollen die Wirkung des riesigen, in das Land Amestris gezeichneten Transmutationskreises verändern. Zunächst gelingt Vaters Plan und er kann den Menschen ihre Seelen entziehen und so die Macht Gottes selbst in seinen Körper aufnehmen. Doch mit dem Schatten der Sonnenfinsternis und den Vorbereitungen, die getroffen wurden, kann Hohenheim die Seelen der Amestrier wieder befreien. Vater muss nun große Anstrengungen aufbringen, die Kraft Gottes in sich zu behalten, und die Kämpfe entbrennen erneut. Scar gelingt es, Bradley zu töten, und Edward kann Pride außer Gefecht setzen. Im Kampf gegen Vater, nun an der Oberfläche, greifen ihn alle gleichzeitig mit aller Kraft an. Vater wird schwächer, obwohl er nun göttliche Macht hat, verliert alle Seelen in ihm, kann die göttliche Macht nicht mehr in sich halten und verschwindet. Doch um Edward während des Kampfes zu retten, indem er ihm seinen Arm zurückgibt, transmutiert Alphonse sich selbst. Um seine Seele und seinen Körper zurückzuholen, transmutiert Edward sich ebenso und gibt zum Tausch für Alphonse Seele und Körper sein eigenes „Tor der Wahrheit“. Nun kann er selbst keine Alchemie mehr nutzen, erhält aber seinen Bruder zurück.
Nachdem mit Vater auch die Verschwörung besiegt ist, machen sich Mustang und seine Verbündeten daran, einen besseren Staat aufzubauen. Ling, seine Leibwächterin und Mei kehren mit einem Stein der Weisen gemeinsam nach Xing zurück. Da im Kampf all die Seelen in ihm verzehrt wurden, stirbt Hohenheim bald, darüber glücklich, dass seine Qual ein Ende hat. Edward und Alphonse begeben sich auf Reisen, um weiter die Alchemie zu erforschen, und Winry und Edward verloben sich.

## Konzeption
Die Serie erzählt die Entwicklung der beiden Brüder von Kindern zu Erwachsenen unter widrigen Umständen und enthält einerseits viel Komik, andererseits aber auch tragische und dramatische Szenen. Sie zeigt die Vertreibung und Deportation des Volks der Ishbarier und geht über die menschliche Transmutation auf die Problematik des Klonens ein. Auch wird das Militär parodiert sowie kritisch dargestellt. Trotz vieler Tragödien ist die Betonung ständig auf dem Willen zum Leben gelegt, sodass der Leser oder Zuschauer nicht über die Situation verzweifeln muss. Daher folgen auch immer wieder komische Szenen.
Das Konzept der Geschichte entspricht grob dem der Heldenreise. Dabei nimmt die Initiation, das Überschreiten der ersten Schwelle des Zögerns und die Reise mit dem Bestehen von Prüfungen den Großteil der Handlung ein. Die Welt und ihr Design sind kulturell nicht genau zuzuordnen und bieten daher den Zielgruppen in den verschiedenen Ländern, in denen die Serie vermarktet wurde, eine jeweils eigene Möglichkeit der Interpretation und des Zugangs zum Werk.
Jason Thompson sieht den Manga sowohl von Star Wars inspiriert als vom Engagement der Vereinigten Staaten im Nahen und Mittleren Osten; in der Zeit des Afghanistankriegs und des Irakkriegs entstanden die ersten Bände der Serie.

### Darstellung des Militärs
Edwards Vorgesetzter Mustang verkörpert einen ehrenhaften Soldaten, der seinen Untergebenen und der Bevölkerung helfen will. Dazu nutzt er auch Edward aus, hilft ihm jedoch sehr oft. Am Ende der Fernsehserie putscht er gegen den Generalfeldmarschall und führt eine Demokratie ein. Zudem bedauert er das, was er im Ishbar-Krieg getan hat, wie das Vorgehen gegen Kindersoldaten. Im Umfeld von Mustang finden sich ebenso komisch angelegte Charaktere, wie der enthusiastische Vater und Ehemann Maes Hughes, der jedem Kollegen ein Bild seiner Tochter zeigen will, oder Riza Hawkeye, die ständig um ihren Oberst besorgt ist und auf ihn aufpasst. Ähnlich ist es bei Armstrong, der stetig von seiner Stärke und der Tradition seiner Familie schwärmt.
Der Generalfeldmarschall (大総統 daisōtō – sōtō ist die japanische Übersetzung für die Bezeichnung Adolf Hitlers als Führer oder Benito Mussolinis als Duce und kann dann als „Großer Führer“ übersetzt werden. Der Begriff ist allerdings dem Chinesischen entlehnt, wo er Präsident bedeutet, hier dann „Großer Präsident“.) King Bradley erscheint häufig gelassen und ruhig und scheint nie die Kontrolle zu verlieren. Gleichzeitig macht er sich des Öfteren heimlich aus dem Staub; so steigt er nach einem Besuch aus Eds Krankenzimmer durchs Fenster oder wirkt unangemessen fröhlich und unbeschwert. In der deutschen Synchronisation von Fullmetal Alchemist: Brotherhood wird King Bradley mit dem Titel „Großer Anführer“ angesprochen.

### Homunculi

Symbol der Homunculi (Ouroboros)

Die Homunculi tragen die typischen Charaktereigenschaften der Sünden, nach denen sie benannt sind. Alle besitzen die Fähigkeit, Amputationen zu regenerieren. Die dafür nötige Energie beziehen sie aus ihrem Stein der Weisen, der sich dadurch verbraucht. Erschaffen wurden sie von einer Figur, die die Homunculi „Vater“ nennen, er selbst nennt sich „Homunculus“. Hohenheim spricht ihn mit „kleiner Mensch im Kolben“ an. Er besitzt wie auch Hohenheim extrem starke alchemistische Fähigkeiten, was damit begründet ist, dass er einen Stein der Weisen in sich trägt.
Envy (dt. Neid) kann das Aussehen seines Körpers beliebig verändern, seine angebliche wahre Form hat das Aussehen eines hundeartigen Monsters. Seine tatsächlich wahre Form ist jedoch die eines sehr kleinen achtbeinigen Wesens mit einem vertikalen Mund. In dieser Form hat er noch die Fähigkeit, Menschen und willenlose Homunculi zu übernehmen. Gluttony (dt. Völlerei) kann alles essen und ist anhänglich. Greed (dt. Gier) kann seine Haut mit Kohlenstoff, so hart wie Diamant, überziehen und ist auf seine Selbstständigkeit bedacht. Lust (dt. Wollust) kann ihre Fingernägel zu Stichwaffen verlängern, sie wird später von Roy Mustang getötet. Pride (dt. Hochmut) ist Selim Bradley, der Adoptivsohn King Bradleys. Er hat die Fähigkeit, seinen Schatten zu verlängern und kann ihn als Waffe einsetzen. Er ist der Mächtigste und Älteste der sieben Homunculi, seine wahre Form ist die eines sehr kleinen Babys mit einem dritten Auge auf der Stirn. King Bradley ist Wrath (dt. Zorn). Er kann als einziger Homunculus altern und besitzt ein Auge, mit dem er sehr schnell sehen und reagieren kann. Sloth (dt. Trägheit) ist ein sehr großer Homunculus, der eine außerordentlich widerstandsfähige Haut besitzt und sich schnell, aber dann ungenau, bewegen kann. Seine Aufgabe ist, einen Tunnel zu graben, obwohl er viel lieber schlafen will, weswegen Pride ihn ständig kontrolliert.
Darüber hinaus gibt es noch schwache, willenlose Homunculi. Sie sind sehr dünn mit einer weißen Haut und nur einem Auge. Diese Homunculi sind zwar unsterblich, können sich aber nicht regenerieren. Sie greifen ihre Opfer an und versuchen sie zu fressen.

### Benennung der Charaktere
Die Homunculi wurden nach den sieben Todsünden benannt. Der Name „Hohenheim“ ist eine Anlehnung an Theophrast von Hohenheim. Hohenheim, genannt Paracelsus, war Arzt, Chemiker und Alchemist.
Mustang und andere Angehörige des Militärs wurden nach Jagdflugzeugen des Zweiten Weltkrieges benannt. Mustang etwa war der Name des Jagdflugzeugs North American P-51 Mustang. Sein Freund Maes Hughes erhielt den Nachnamen vom Flugzeugpionier Howard Hughes.

## Entstehung
Hiromu Arakawa hatte Fullmetal Alchemist ursprünglich als Geschichte mit nur einem Kapitel geplant. Der zuständige Bearbeiter des Verlags wollte aber, dass sie die Idee ausbaut. Dennoch wurden einzelne Ereignisse schon im Voraus festgelegt, jedoch erst später in die Handlung integriert. Andere Charaktere, die nur eine kleine Rolle haben sollten, wurden später ausgebaut, so wie Barry the Chopper im Manga.
Das Thema des Äquivalenten Tausches wurde schon zu Beginn festgelegt. Dieses Thema stellt auch einen wichtigen Teil im Leben der Mangaka dar, die aus einer Bauernfamilie von Hokkaidō stammt, in der es hieß: „Die, die nicht arbeiten, bekommen auch nichts zu essen.“ In Hokkaidō, besonders in ländlichen Regionen, ist es üblich, ein Haus abzureißen, wenn man wegzieht. Auch Ed und Al brennen ihr Haus nieder, als sie sich auf Reisen begeben. Das steht sinnbildlich für ihre Heimatlosigkeit und Einsamkeit.

## Veröffentlichung
Der Manga Fullmetal Alchemist erschien in Japan monatlich im Manga-Magazin Monthly Shōnen Gangan des Verlags Square Enix (früher Enix) ab Juli 2001. Am 11. Juni 2010 (Ausgabe 7/2010) wurde das Kapitel 108 als das letzte veröffentlicht, das aufgrund des Ausverkaufs dieser Ausgabe durch die große Nachfrage in Ausgabe 9/2010 ungewöhnlicherweise erneut abgedruckt wurde. Die Kapitel wurden in 27 Bände zusammengefasst und seit Juni 2011 erscheint eine Kanzenban-Ausgabe im etwas größeren DIN-A5-Format, die bisher 11 Bände umfasst.
Ab Mai 2005 erschienen die Sammelbände auch in Nordamerika, von September 2006 bis April 2012 auf Deutsch beim Verlag Planet Manga. Alle 27 Bände wurden veröffentlicht. Zwischen November 2019 und März 2021 wurde von Altraverse eine Neuauflage herausgebracht, in der je drei Bände zu einem zusammengefasst werden. Von August 2022 bis Dezember 2023 erschien, ebenfalls bei Altraverse, eine weitere Neuauflage der 27 Einzelbände. Der Manga erscheint unter anderem auch in Singapur, Polen und Frankreich.

## Adaptionen

### Anime
Der Manga wurde erstmals 2003 in Form der Anime-Serie Fullmetal Alchemist umgesetzt. Die Handlung entwickelt sich anders als in der Vorlage. Ab der Hälfte der 51 Folgen löst sie sich ganz vom Manga und findet zu einem eigenen Ende. Zum Zeitpunkt der Produktion ging die Geschichte der Vorlage noch nicht über diesen Punkt der Handlung, die ersten fünf Bände, hinaus. Am 23. Juli 2005 kam in Japan der Film Fullmetal Alchemist – Der Film: Der Eroberer von Shamballa, der an das Ende der Serie anknüpft, in die Kinos. Am 29. März 2006 wurde die OVA-Reihe Hagane no Renkinjutsushi: Premium Collection veröffentlicht, die aus vier voneinander unabhängigen Kurzgeschichten besteht.
Vom 5. April 2009 bis zum 4. Juli 2010 lief bei MBS und TBS eine zweite, originalgetreue Verfilmung namens Hagane no Renkinjutsushi: Fullmetal Alchemist, die 64 Folgen umfasst. Bei der Produktion von Bones führte Yasuhiro Irie Regie, das Charakterdesign entwarf Hiroki Kanno und die künstlerische Leitung lag bei Takeshi Satō. Wiederholungen folgten bei Animax. In den USA wurde sie als Fullmetal Alchemist: Brotherhood vermarktet, die englische Fassung wurde über diverse Streaming-Dienste angeboten. Es gibt außerdem Übersetzungen ins Französische, Spanische, Koreanische, Italienische, Russische, Tagalog, Polnische, Portugiesische, Schwedische und Chinesische. Die deutsche Fassung erschien von November 2014 bis Juli 2015 auf DVD und Blu-Ray bei KSMFilm.
Die Handlung der zweiten Adaption orientiert sich eng an der Vorlage. Dennoch wird in der ersten Episode in einer in sich abgeschlossenen Geschichte des Kampfes gegen einen aufständischen Alchemisten, die im Manga nicht vorkommt, in die Welt der Serie eingeführt. Danach werden die ersten fünf Bände der Vorlage, die bereits in der ersten Serie in 27 Folgen und zusammen mit Füllgeschichten umgesetzt wurden, in zwölf Folgen behandelt. Das Erzähltempo ist höher als im ersten Anime und entspricht eher dem des Mangas. Das Charakterdesign wurde im Vergleich zur ersten Verfilmung und dem Manga etwas verändert und es wurden auch komische Szenen im Super-deformed-Stil aus dem Comic übernommen, die im vorherigen Anime weggelassen wurden.
Auch zur zweiten Serie wurde eine vierteilige OVA herausgebracht. In Japan erschienen diese ab dem 26. August 2009. Die vier Teile erzählen jeweils die Hintergrundgeschichte einer Nebenfigur. Außerdem wurden auf den DVDs der Fernsehserie Kurzepisoden als Zusatzmaterial veröffentlicht. Diese setzen Yonkoma-Strips um, die die Kapitel des Mangas begleiteten und die Hauptgeschichte parodieren. Im Juni 2011 kam als Fortsetzung dieser Serie der Film Fullmetal Alchemist: The Sacred Star of Milos (鋼の錬金術師 嘆きの丘の聖なる星 Hagane no Renkinjutsushi: Mirosu no Seinaru Hoshi) in die japanischen Kinos.

#### Synchronisation
Bei der zweiten Verfilmung des Mangas, deren Sprecher die folgende Tabelle aufführt, wurden sowohl in der japanischen als auch in der deutschen Synchronfassung weitgehend wieder die Sprecher der ersten Serie eingesetzt.
| Rolle                        | Japanischer Sprecher (Seiyū) | Deutscher Sprecher |
| ---------------------------- | ---------------------------- | ------------------ |
| Edward „Ed“ Elric            | Romi Park                    | David Turba        |
| Alphonse „Al“ Elric          | Rie Kugimiya                 | Wanja Gerick       |
| Winry Rockbell               | Megumi Toyoguchi             | Demet Fey          |
| Roy Mustang                  | Shin’ichirō Miki             | David Nathan       |
| Riza Hawkeye                 | Fumiko Orikasa               | Gabriele Wienand   |
| Alex Louis Armstrong         | Kenji Utsumi                 | Detlef Bierstedt   |
| Maria Ross                   | Kaori Nazuka                 | Birte Baumgardt    |
| Van Hohenheim                | Unshō Ishizuka               | Olaf Reitz         |
| Izumi Curtis                 | Shoko Tsuda                  | Kordula Leiße      |
| Lan Fan                      | Nana Mizuki                  | Winnie Brandes     |
| Envy                         | Minami Takayama              | Julien Haggége     |
| Gluttony                     | Tetsu Shiratori              | Renier Baaken      |
| Erzähler                     | Iemasa Kayumi                | Renier Baaken      |
| Vater                        | Iemasa Kayumi                | Jochen Langner     |
| Lust                         | Kikuko Inoue                 | Ilya Welter        |
| Greed                        | Yūichi Nakamura              | Gregor Höppner     |
| Zolf J. Kimblee              | Hiroyuki Hoshino             | Fritz Rott         |
| Großer Anführer King Bradley | Hidekatsu Shibata            | Erich Räuker       |
| Selim Bradley                | Yuko Sanpei                  | Rieke Werner       |
| Sloth                        | Fumihiko Tachiki             | Hans Bayer         |
| Scar                         | Kenta Miyake                 | Stefan Schleberger |

#### Musik
Die Musik der Serie komponierte Akira Senju, verwendet werden Orchesterstücke und Chorgesänge. Für die Vorspanne verwendete man die Lieder:
- again von Yui
- Hologram von Nico Touches the Walls
- Golden Time Lover von Sukima Switch
- Period von Chemistry
- Rain von SID

Die für die Abspanne verwendeten Titel sind:
- Uso (嘘) von SID
- Let it out von Miho Fukuhara
- Tsunai Da Te (つないだ手) von Lil’B
- Shunkan Sentimental von Scandal
- Ray of light von Shoko Nakagawa
- Rain von SID
- Hologram von Nico Touches the Walls
- Tobira no Mukoue (扉の向こうへ – englisch „To the Other Side of the Door“) von Yellow Generation

### Filme
- Fullmetal Alchemist (2017)[9]
- Fullmetal Alchemist: The Revenge of Scar (2022)[10]
- Fullmetal Alchemist: The Final Alchemy (2022)[11]

### Hörspiele
Ebenso wurden zwei Serien von Hörspiel-CDs aufgelegt. Die erste Serie, bestehend aus drei Teilen, bietet eine weitere Interpretation des Mangas. Hier werden den Elric-Brüdern die Stimmen von anderen Sprechern gegeben als im Anime.
Die zweite Serie besteht aus zwei Folgen mit jeweils zwei Teilen, die als Beigaben in zwei Shonen-Gangan-Ausgaben des Jahres 2004 zu finden waren.

### Konzerte
Beim Tales of Another Festival in Tokio und Osaka im Dezember 2004 wurden verschiedene Musikstücke aus der Animeserie gespielt und von Synchronsprechern über die Produktion berichtet. Das Festival war mit über 30.000 Fans gut besucht. Am 27. April 2005 wurde in Japan auch eine DVD mit dem Festival herausgegeben.

### Romane
Makoto Inoue (井上 真) schrieb sechs Light Novels, die Nebenhandlungen der Serie erzählen. Alexander O. Smith übersetzte die ersten fünf ins Englische, Viz Media veröffentlichte sie in den USA.
Zudem wurden auch drei Romane nach der Handlung der Rollenspiele Tobenai Tenshi, Devil of the Red Elixir und Kami o Tsugu Shōjo geschrieben. Das erste stammt von Makoto Inoue, die anderen beiden von Jun Eishima. Die drei Romane sind nur in Japan erschienen, keiner der Romane auf Deutsch.

### Videospiele
Square Enix produzierte die drei Rollenspiele Hagane no Renkinjutsushi: Tobenai Tenshi (鋼の錬金術師 翔べない天使) (Dez. 2003), Fullmetal Alchemist 2: Devil of the Red Elixir (Sept. 2004) und Hagane no Renkinjutsushi 3: Kami o Tsugu Shōjo (鋼の錬金術師 ３ 神を継ぐ少女) (Juli 2005). Diese orientieren sich an der Handlung der Serie und sind teilweise auch in den Handlungsstrang einzuordnen, beinhalten aber auch vier neue Charaktere. Die ersten beiden Rollenspiele wurden auch außerhalb von Japan verkauft. Im August 2009 erschien bei Square Enix für die Wii ein viertes Spiels mit dem Titel Fullmetal Alchemist: Prince of the Dawn.
Bandai brachte die beiden Rollenspiele Fullmetal Alchemist: Stray Rondo und Fullmetal Alchemist: Omoide no Sonata für Game Boy Advance sowie das Rollenspiel Fullmetal Alchemist: Dual Sympathy (Juli 2005) für Nintendo DS heraus. Letzteres wurde auch außerhalb Japans veröffentlicht. Es zieht sich über die ganze Handlung der Serie und beinhaltet zusätzlich sieben Minispiele. Außerdem wurde das Kampfspiel Fullmetal Alchemist: Dream Carnival (August 2004) für PlayStation 2 veröffentlicht und auch international vermarktet.
Der US-amerikanische Computerspiele-Entwickler Destineer brachte am 15. Dezember 2006 ein selbst entwickeltes Spiel zu Fullmetal Alchemist für Nintendo DS in den USA heraus; im Juli 2007 soll ein weiteres, auf dem Kartenspiel basierendes, folgen.
Am 11. Juni 2010 erschien Fullmetal Alchemist Brotherhood für die PlayStation Portable in Deutschland bei Namco Bandai.

### Kartenspiel
Zu Fullmetal Alchemist wurde auch ein Sammelkartenspiel von Press Pass Inc. produziert, das seit 2005 vertrieben wird. Seitdem wurden bisher noch sechs Erweiterungen veröffentlicht, die letzte davon im Februar 2007.

## Rezeption
Der Manga wurde 2004 mit dem 49. Shōgakukan-Manga-Preis in der Kategorie Shōnen ausgezeichnet und 2011 mit dem Seiun-Preis in der Kategorie Bester Comic. Zudem wurde der Manga zweimal für den Osamu-Tezuka-Kulturpreis nominiert: Im Jahr 2004 musste er sich Kyōko Okazakis Helter Skelter geschlagen geben, im Jahr 2011 gewann er den Nachwuchskünstler-Preis. In den USA war der erste Band von Fullmetal Alchemist laut Nielsen Bookscan der meistverkaufte Manga 2005.
Simon Ward beschreibt den Manga in 1001 Comics als „rasantes Action-Spektakel für Kids“, in dem auch „immer wieder soziale Themen anklingen, Ungerechtigkeit zwischen Arm und Reich etwa oder die Kommerzialisierung von Religion“. Dabei entfalte die Welt der Serie einen „ausgeprägten Videospielcharakter“. Auch Jason Thompson hebt die gelungene Thematisierung von Fragen der Moral und Religion hervor. Die Geschichte beginne wie eine typische Geschichte mit einer Mischung aus Action und Abenteuer mit eingestreuter Comedy, doch die Handlung werde immer kraftvoller, je mehr sie sich entfaltet.
In der deutschen Zeitschrift AnimaniA wird die Serie gelobt als fesselndes Abenteuer mit „buntem Genre-Mix, ausgefeilten Charakteren, ideenreichen Settings und einem klaren Zeichenstil“, das bei männlichen wie weiblichen Lesern beliebt sei. Nach der ersten wurde auch die zweite Verfilmung positiv aufgenommen. Der Anime profitiere vom höheren Erzähltempo, insbesondere bei den häufiger als bei der ersten Fernsehserie vertretenen Comedy-Elementen. Die Super-deformed-Szenen aus dem Manga seien ebenfalls gut umgesetzt. Nur die Abhandlung des bereits verfilmten Teils in nur zwölf Folgen wirke „ein wenig zu überhastet“. Das etwas geänderte Charakterdesign bringe die Mimik besser zur Geltung und Design und Animation seien auf dem gleichen hohen Niveau der ersten Verfilmung. Der Soundtrack treffe „stets den richtigen Ton“.